# لنينسك كوزنتسكي
لنينسك كوزنتسكي (بالروسية: Ленинск-Кузнецкий) هي إحدى مدن روسيا في مقاطعة كيمروفسكايا.